# Краљевско позориште у Бристолу
Краљевско позориште у Бристолу је позориште у Бристолу којим руководи британска  компанија Бристол Олд Виц. Садашња компанија основана је 1946. године као изданак Олд Виц-а у Лондону. Повезана је са Бристолском позоришном школом Олд Виц, која је деведесетих година 20. века постала финансијски независна организација. Бристол Олд Виц води компанију Јаунг за глумце од 7 до 25 година.
Краљевско позориште у Бристолу је најстарије позориште са опером у енглеском говорном окружењу, саграђено је између 1764. и 1766. године. Куперска дворана, саграђена је у периоду 1743—44. године, инкорпорирана је као предворје театра током 1970–72. Зграда је заштићена законом, а Данијел Деј-Луис назвао ју је „најлепшим позориштем у Енглеској”.
Године 2012. завршена је прва фаза реновирања позоришног комплекса, која је коштала 19 милиона фунти, повећавши капацитет седећих места и обезбедивши до десет нових простора за флексибилне перформансе. Поред главног гледалишта, комплекс обухвата Студио театар и подручја иза сцене, сликарнице и подруме. Док је позориште било затворено, компанија је наставила да представља радове у просторијама Студио и Подрум, као и на другим местима широм Бристола. Позориште је поново отворено 2012. године представом „Дивљи зоб”.

## Историја позоришта
Позориште је смештено у Краљевској улици, неколико метара од Бристолске луке. Од 1972. до 2016. године јавни улаз је пролазио кроз Куперску дворану, најстарију зграду на овом месту. Куперска дворана је саграђена 1744. године за компанију Куперс, а архитекта је био Вилијам Халфпен. Има фасаду са четири коринтска стуба. Остао је у рукама Купрера до 1785. године, да би потом постао јавна сабирна сала, складиште вина, баптистичка капела и на крају складиште воћа и поврћа.
Позориште је саграђено између 1764. и 1766. године.  Дизајн аудиторијума традиционално је заснован на основу неких варијација на позоришту Друри Лејн из Лондона. Иако је архитекта Бристолског позоришта Томас Пати надгледао градњу, позориште је изграђено по нацртима Џејмса Саундерса, столара Давида Гарика. Саундерс је такође пројектовао позориште у Ричхмонду, саграђено 1765. године Дуги одсек (1790, колекција позоришта Универзитета Харвард) и план анкетирања (1842, у библиотеци Локалних студија) позоришта Ричмонд показују сличности са Бристол позориштом у пропорцијама и у односу између глумаца на позорници и гледалаца који их окружују са три стране.  Одабрано место било је Рачкај јард, приближно правокутно празно место иза низа средњовековних кућа и на једној страни Куперске хале. Два (а можда и три) нова пролаза изграђена кроз приземље кућа испред Краљевске улице пружају приступ позоришту.
Позориште је отворено 30. маја 1766. године представом коју је режирао Давид Гарик. Пошто власници нису били у могућности да добију краљевску лиценцу, продукције су најављене као „концерт са примерком реторике” како би избегли ограничења која су на позоришта налагала Закон о лиценцирању из 1737. године.
Правне норме су ублажене кад је Краљевски патент за коначно одобрен 1778. године, а позориште је постало патентни театар и преузело је име Краљевско позориште. У то време је позориште такође почело да се отвара за зимску сезону, а основано је заједничко предузеће које ће наступити у Краљевском позоришту у Бату и у Бристолу, у коме су наступали извођачи попут Саре Сидонс, чији дух, према легенди прогони Бристолско позориште. Гледалиште је обновљено са новим косим плафоном и галеријом 1800. године. После раскида уговора са Краљевским позориштем у Бату, 1819. године, позориштем је управљао Вилијам Мекведи старији, са малим успехом, али је позориште доживело успех под његовом женом Саром Мекреди, која га је преузела након његове смрти педесетих година 19. века. Након њене смрти 1853. године, позориште је преузео њен зет Џејмс Кут, али је он убрзо изгубио интересовање за позориште, које је пропадало када је отворено Позориште принчева, 1867. године. Нови уски улаз изграђен је преко суседне зграде 1903. године.

## Оснивање Бристол Олд Вица
Кут се одрекао свог закупа позоришта 1861. године, и свој посао усмерио на Принц позориште које је уништено бомбардовањем током Другог светског рата. 
 Године 1942. закупци су зграду ставили на продају. Продаја је схваћена као могући губитак зграде као позоришта и постављен је јавни апел да се очува њена употреба, и као резултат тога основано је компанија како би купила зграду. Савет за подстицање музике и уметности изнајмио је зграду Трасту, а наследник Савета за подстицање музике и уметности, Уметнички савет, 1946. године, организовао је компанију из лондонског Олд Вица да је запосли, формирајући тако Бристол Олд Виц.
Рани чланови компаније били су Питер О'Тул, Џон Невиле, Тимоти Вест, Барбара Лејт Хант и Дороти Тутин. Први уметнички руководилац био је Хаг Хант.
Рани тријумф за Бристол Олд Виц догодио се када је премијерна продукција Салад  1954. пребачена у Вест Енд и постала представа са најдужим стажем на лондонској сцени у то време. Уметничко веће остало је укључено до 1963. године када је њихову улогу преузело Градско веће. Исте године распустио се лондонски Олд Виц и компанија Бристол је постала потпуно независна.  Стари Виц из Бристола такође је играо представе у Малом театру у власништву Савета од тада до 1980. године.
Нови позоришни комплекс, који је пројектовао Питер Моро, довршен је 1972. године. Улазна зграда из 1903. године срушена је, као и велики број околних зграда и што је још спорније, позоришни простор из 1766. године. Изграђена је нова зграда и торањ, заједно са техничким објектима и канцеларијама. Позориште новог студиа Њу Виц (150 места, касније познато као Студио) саграђено је уместо старог улаза, а Куперска дворана је пружала позоришту величанствену фасаду и предворје који су му раније недостајали. 
Током седамдесетих и осамдесетих година 20. века, продукције Бристол Олд Вица биле су добро прихваћене  на локалу и на турнеји, али до касних осамдесетих суочене су са хроничним недовољним финансирањем. Оживљавање под вођством Ендруа Хаја донело је до порасти броја публике; уследио је нови пакет финансирања Савета уметности, а 2003. године именовање заједничких уметничких директора Давида Фара и Симона Рида. Они су именовали организацију „Нови бристол Стари виц“. Године 2005. Рид је постао једини уметнички руководилац. Уметнички врхунац у то време укључивао је продукцију А. Смитха, за време мандата Андија Хаја, као и неке добро прихваћене Шекспирове продукције под водством Давида Фара и Симона Рида.

## Реновирање
У јулу 2007. године, Повереничко веће је донело контроверзну одлуку да затвори позориште ради преуређења. Многи чланови позоришта плашили су се за будућност Краљевског позоришта. Након неколико јавних састанака у зиму 2007/2008. године, Новоосновано веће повереника именовало је Дика Пенија, директора Медијског центра за извршног председавајућег директора.
У фебруару 2009. године компанија је објавила да је за уметничког директора постављен Том Морис, у то време придружени директор Краљевског националног позорипта и раније уметнички директор у уметничком центру Бата. Ема Стенинг, која је раније радила са Томом Морисом у Бату, постала је извршна директорка. У октобру 2010. дошло је до спајања Олд Вика и Краљевског позоришта Бристол Траст у комбиновану добротворну организацију којом је председавала Лора Маршал, генерални директор Икон филмса.
Кампања за прикупљање средстава за планирану обнову од 19 милиона фунти помогла је наступима, између осталих, Рихарда Бриерса, Стефани Кол, Џуди Денч, Прунеле Скалс, Тимотија Веста и Патрика Стјуарта. Укупно 5,3 милиона фунти обезбедило је Веће за уметност. Током затварања компанија је упризорела продукције у позоришту Студио, Бејсменту и на другим локацијама широм Бристола, укључујући адаптацију Сали Кугсон у лето 2011. године и оживљавање Мели Стила на Божић 2011. године.
План је био да се направи флексибилан позоришни комплекс, где је за перформансе на располагању до десет сцена. Том Морис је као инспирацију навео Позориште де Буф ди Нор у Паризу. Главни аудиторијум добио је опционалну фазу потиска и повећање броја места за седење на 540. Подручје бочне позорнице је преуређено, са додатним капацитетом од 250, стварајући могућност засебног другог аудиторијума. Остали простори преуређени су као подручја перформанса и укључују сликарницу и собу за пробе. Краљевско позориште поново је отворено у септембру 2012. године са представом „Дивљи зоб”.
Наредна фаза преуређења је реализована између јуна 2016. и септембра 2018. године. Зграда Петра Мороа из седамдесетих година 20. века, која садржи Студио театар (првобитно Нови Виц), срушена је и замењена новом са предсобљем са шанком и канцеларијом. Куперова дворана била је прилагођена новим просторима за перформансе и догађаје, укључујући студијско позориште.

## Турнеје
Бристол Олд Виц има дугу историју извођења продукција на турнејама како у Уједињеном Краљевству тако и у иностранству. Значајна турнеја коју су имали укључује представе као што су Хамлет, Оружје и Човек и Човек за све сезоне у Шри Ланци и Пакистану 1962–63; Хамлет за Сједињене Америчке Државе, Холандију и Белгију 1966–67 и Човек и Супермен на Јунском фестивалу у Цириху, 1958. године. Компанија је такође често посећивала Единбуршки фестивал, а продукције су гостовале у Краљевском позоришту у Бату и многим другим позориштима. Копродукције су одвеле представе Бристола Олд Вица у већину главних британских позоришта. Бристол Олд Виц копродуцирао је са компанијама као што су Кнејт, Краљевско национално позориште, Вест Плејхаус и другим регионалним позориштима и компанијама широм Велике Британије.
Продукција Том Мориса пребачена је у позориште Ваудевил на лондонском Вест Енду након чега је уследила велика турнеја у Великој Британији. Продукција Симона Годвина „Вера исцелитеља“ Брајана Фриела играла се у Хонг Конгу 2012. године. Остале недавне турнејске продукције укључују Бристол Олд Виц / Шекспир у копродукцији Фабрике дувана ујака Ванија.

## Уметнички директори Бристол Вица
| Име                    | Период     | Познате продукције                                                       |
| ---------------------- | ---------- | ------------------------------------------------------------------------ |
| Хаг ХАНТ               | 1946—1949  | Плејбој западног света, Инспектор је дошао, Ромео и Јулија               |
| Алан Дејвис            | 1950       | Оружје и човек, Јулије Цезар                                             |
| Денис Кери             | 1950—1954  | Веселе жене виндсорске, Макбет, Алхемичар                                |
| Џон Муди               | 1954–1959  | Лов на вештице, Вишњик, Ујка Вања, Регрут официр, Како вам драго         |
| Џон Хејл               | 1959—1962  | Тајни брак, Укус Меда, Ричард II                                         |
| Вол Меј                | 1962–1975  | Бренд, Убиство сестре Џорџ, Хамлет, Италијанска девојка, Ујка Вања       |
| Ричард Кортел          | 1975–1980  | Јавно здравље, Хеда Габлер, Како вам драго, Луткина кућа, Сан летње ноћи |
| Џон Дејвид             | 1980–1986  | Џуди, Краљ Лив, Дивљи зоб, Бура                                          |
| Леон Рубин             | 1986–1987  | Докторска дилема                                                         |
| Пол Анвин              | 1987–1991  | Човек који је имао сву срећу, Хамлет                                     |
| Енди Хај               | 1991—2002  | Марат/Саде, Трамвај звани жеља                                           |
| Дејвид Фар и Симон Рид | 2003–2005  | Пљачка (Фар), Одисеја (Фар), Приватни мир (Рид)                          |
| Симон Рид              | 2005–2007  | Рођенданска журка                                                        |
| Том Морис              | 2009—данас | Јулија и њен Ромео, Лов на вештице                                       |

## Школа глуме Бристол Олд Виц
Школа позоришта Бристол Олд Виц коју је отворио Лоренс Оливије 1946. године, придружена је Конзерваторију за плес и драму, организацију која обезбеђује највише стандарде обуке извођачких уметности, и придружена је школи Универзитета у западној Енглеској. Школа је започела са радом у октобру 1946. године, само осам месеци након оснивања матичне компаније Бристол Олд Виц, у соби изнад магацина воћа, близу врата позоришта. Двориште напуштене школе Свети Никола поред складишта још увек је тада користила Компанија за пробе призора и сценских борби раних шездесетих година 20. века, посебно за продукције Ромеа и Јулије. Ученици из Позоришне школе често су глумили  и у Краљевском позоришту у Бристолу. Школа је наставила рад у тим просторијама све до 1954. године, када су купили две велике суседне виле у Клифтону, које су и данас остале њихово седиште.
Године 1995. та донација је формално призната када је нови студио за плес и покрет по мери направљен у врту школе и назван Слејд / Рејнолдс Студио. Школа пружа свеобухватне курсеве обуке за позоришне, радио, филмске и телевизијске професионалце, а њени дипломци могу да се нађу на кључним позицијама као глумци, редитељи, сценографи, костимографи, дизајнери осветљења и менаџери позорница и компанија широм света. Међу најистакнутијим од многих истакнутих глумаца на школској листи алумнија су добитници академских награда Данијел Деј-Луис и Џереми Ајронс.
Да би се поклопило са њиховим поновним отварањем 2012. године, позориште је покренуло награду названу Награда патрона, која је после смрти глумаца преименована у награду Петер О'Тул. Награда је шестомесечни уговор у Бристол Олд Вицу који је понуђен двојици дипломираних глумаца из Бристол Олд Виц школе. Победници били су Емили Мај Смит и Исак Станморе, Мартин Басиндејл, Линдси Дјукс, Џонатан Чарлс, Бетан Неш и Мили Корсер.